# Élections régionales de 1996 à Madère
Les élections régionales de 1996 (en portugais : Eleições legislativas regionais na Madeira em 1996) se sont tenues le 13 octobre 1996 à Madère afin d'élire les 59 députés de l'Assemblée législative.

## Résultats
| Partis                   | Partis                                   | Voix    | %     | Sièges | +/-           |
| ------------------------ | ---------------------------------------- | ------- | ----- | ------ | ------------- |
|                          | Parti social-démocrate (PPD/PSD)         | 77 365  | 56,87 | 41     | 2             |
|                          | Parti socialiste (PS)                    | 33 790  | 24,84 | 13     | 1             |
|                          | CDS – Parti populaire (CDS-PP)           | 9 950   | 7,31  | 2      | en stagnation |
|                          | Coalition démocratique unitaire (CDU)    | 5 495   | 4,04  | 2      | 1             |
|                          | Union démocratique populaire (UDP)       | 5 485   | 4,03  | 1      | 1             |
|                          | Parti de la solidarité nationale (PSN)   | 875     | 0,64  | 0      | 1             |
|                          | Parti démocratique de l'Atlantique (PDA) | 565     | 0,42  | 0      | en stagnation |
|                          | Votes blancs                             | 991     | 0,73  |        |               |
|                          | Votes nuls                               | 1 534   | 1,13  |        |               |
|                          |                                          |         |       |        |               |
| Total                    | Total                                    | 136 050 | 100   | 59     | 2             |
| Abstentions              | Abstentions                              | 72 436  | 34,74 |        |               |
| Inscrits / participation | Inscrits / participation                 | 208 486 | 65,26 |        |               |